# Stopplaats Westerhoeve
Stopplaats Westerhoeve was een tijdelijke halte aan de spoorlijn Spoorlijn Mariënberg - Almelo in de Nederlandse provincie Overijssel in de dorpskern Westerhoeven ten behoeve van een ruilverkavelingsproject.
De stopplaats was geopend op 15 augustus 1945 tot 2 oktober 1945 en bevond zich tussen de stations Vriezenveen en Daarlerveen en bedoeld om de niet-Vriezenveense arbeiders daar gelegenheid te geven in en uit te stappen.
0,0: Mariënberg ·
3,8: Geerdijk ·
6,0: Vroomshoop ·
7,8: Daarlerveen ·
10,1: Westerhoeve ·
12,5: Vriezenveen ·
16,2: Aadorp ·
18,8: Almelo
Almelo · 
-De Riet · 
Borne · 
Daarlerveen · 
Dalfsen · 
Delden · 
Deventer · 
-Colmschate · 
Enschede · 
-De Eschmarke · 
-Kennispark · 
Glanerbrug · 
Goor · 
Gramsbergen · 
Hardenberg · 
Heino · 
Hengelo · 
-Gezondheidspark ·
-Oost · 
Holten · 
Kampen · 
-Zuid ·
Mariënberg · 
Nijverdal · 
Oldenzaal ·
Olst · 
Ommen · 
Raalte ·
Rijssen · 
Steenwijk · 
Vriezenveen · 
Vroomshoop · 
Wierden · 
Wijhe · 
Zwolle · 
-Stadshagen
Stations van de Museum Buurtspoorweg:
Haaksbergen · Zoutindustrie · Boekelo

Voormalige stations: zie de lijst van voormalige spoorwegstations in Overijssel